# Руфьяк-де-Корбьер
Руфья́к-де-Корбье́р (фр. Rouffiac-des-Corbières) — коммуна во Франции, находится в регионе Лангедок — Руссильон. Департамент коммуны — Од. Входит в состав кантона Тюшан. Округ коммуны — Нарбонна.
Код INSEE коммуны — 11326.

## Население
Население коммуны на 2008 год составляло 82 человека.
| 1962 | 1968 | 1975 | 1982 | 1990 | 1999 | 2008 |
| ---- | ---- | ---- | ---- | ---- | ---- | ---- |
| 150  | 131  | 115  | 101  | 88   | 83   | 82   |

## Экономика
В 2007 году среди 48 человек в трудоспособном возрасте (15—64 лет) 29 были экономически активными, 19 — неактивными (показатель активности — 60,4 %, в 1999 году было 67,5 %). Из 29 активных работали 20 человек (12 мужчин и 8 женщин), безработных было 9 (7 мужчин и 2 женщины). Среди 19 неактивных 4 человека были учениками или студентами, 7 — пенсионерами, 8 были неактивными по другим причинам.